# Phrynomedusa bokermanni
Espèce
Statut de conservation UICN

 DD  : Données insuffisantes
Phrynomedusa bokermanni est une espèce d'amphibiens de la famille des Phyllomedusidae.

## Répartition
Cette espèce est endémique de l'État de São Paulo au Brésil. Elle se rencontre à Mongaguá.

## Étymologie
Cette espèce est nommée en l'honneur de Werner Carl August Bokermann.

## Publication originale
- Cruz, 1991 : Descrição de duas espécies novas de Phyllomedusinae do sudeste brasileiro (Amphibia, Anura, Hylidae). Revista Brasileira de Biologia, Rio de Janeiro, vol. 51, no 1, p. 271-275.